# Us (Val-d'Oise)
Us és un municipi francès, situat al departament de Val-d'Oise i a la regió d'Illa de França. L'any 2007 tenia 1.274 habitants.
Forma part del cantó de Pontoise, del districte de Pontoise i de la Comunitat de comunes Vexin centre.

## Demografia

### Població
El 2007 la població de fet d'Us era de 1.274 persones. Hi havia 455 famílies, de les quals 99 eren unipersonals (38 homes vivint sols i 61 dones vivint soles), 115 parelles sense fills, 199 parelles amb fills i 42 famílies monoparentals amb fills.
La població ha evolucionat segons el següent gràfic:
Habitants censats

### Habitatges
El 2007 hi havia 500 habitatges, 468 eren l'habitatge principal de la família, 10 eren segones residències i 21 estaven desocupats. 462 eren cases i 34 eren apartaments. Dels 468 habitatges principals, 395 estaven ocupats pels seus propietaris, 68 estaven llogats i ocupats pels llogaters i 6 estaven cedits a títol gratuït; 5 tenien una cambra, 28 en tenien dues, 67 en tenien tres, 94 en tenien quatre i 275 en tenien cinc o més. 352 habitatges disposaven pel capbaix d'una plaça de pàrquing. A 193 habitatges hi havia un automòbil i a 230 n'hi havia dos o més.

### Piràmide de població
La piràmide de població per edats i sexe el 2009 era:
| Homes | Edats   | Dones |
| ----- | ------- | ----- |
| 0     | 95 o +  | 4     |
| 0     | 90 a 94 | 8     |
| 0     | 85 a 89 | 24    |
| 0     | 80 a 84 | 16    |
| 12    | 75 a 79 | 24    |
| 16    | 70 a 74 | 24    |
| 52    | 65 a 69 | 32    |
| 16    | 60 a 64 | 16    |
| 68    | 55 a 59 | 24    |
| 24    | 50 a 54 | 56    |
| 68    | 45 a 49 | 52    |
| 44    | 40 a 44 | 76    |
| 48    | 35 a 39 | 32    |
| 28    | 30 a 34 | 32    |
| 28    | 25 a 29 | 52    |
| 24    | 20 a 24 | 36    |
| 56    | 15 a 19 | 44    |
| 48    | 10 a 14 | 36    |
| 28    | 5 a 9   | 36    |
| 40    | 0 a 4   | 12    |

## Economia
El 2007 la població en edat de treballar era de 825 persones, 645 eren actives i 180 eren inactives. De les 645 persones actives 596 estaven ocupades (317 homes i 279 dones) i 49 estaven aturades (22 homes i 27 dones). De les 180 persones inactives 72 estaven jubilades, 71 estaven estudiant i 37 estaven classificades com a «altres inactius».

### Ingressos
El 2009 a Us hi havia 482 unitats fiscals que integraven 1.273 persones, la mediana anual d'ingressos fiscals per persona era de 24.677 €.

### Activitats econòmiques
Dels 52 establiments que hi havia el 2007, 1 era d'una empresa alimentària, 2 d'empreses de fabricació de material elèctric, 4 d'empreses de fabricació d'altres productes industrials, 7 d'empreses de construcció, 3 d'empreses de comerç i reparació d'automòbils, 4 d'empreses de transport, 5 d'empreses d'hostatgeria i restauració, 1 d'una empresa d'informació i comunicació, 3 d'empreses immobiliàries, 12 d'empreses de serveis, 8 d'entitats de l'administració pública i 2 d'empreses classificades com a «altres activitats de serveis».
Dels 10 establiments de servei als particulars que hi havia el 2009, 1 era una oficina de correu, 1 paleta, 1 guixaire pintor, 3 lampisteries, 1 empresa de construcció, 1 perruqueria i 2 restaurants.
Dels 2 establiments comercials que hi havia el 2009, 1 era una botiga de menys de 120 m² i 1 una botiga de roba.
L'any 2000 a Us hi havia 3 explotacions agrícoles.

## Equipaments sanitaris i escolars
El 2009 hi havia 1 escola maternal i 1 escola elemental.

## Poblacions més properes
El següent diagrama mostra les poblacions més properes.